# Diclorometà
El diclorometà (DCM)—o clorur de metilè—és un compost orgànic amb la fórmula CH2Cl2. És un líquid incolor volàtil amb una aroma moderadament suau i que és molt usat com solvent. Encara que no és miscible amb aigua ho és amb molts solvents orgànics.

## Història
El DCM es va preparar primer pel químic Henri Victor Regnault (1810–1878), qui el va aïllar d'una mescla de clorometà i de clor que havia estat exposat a la llum solar.

## Producció
El DCM es produeix per reacció ja sigui amb el clorur de metil o el metà amb gas clor a 400–500 °C.
CH₄ + Cl₂ → CH₃Cl + HCl
CH₃Cl + Cl₂ → CH₂Cl₂ + HCl
CH₂Cl₂ + Cl₂ → CHCl₃ + HCl
CHCl₃ + Cl₂ → CCl₄ + HCl
El producte d'aquests processos és una mescla de clorur de metil, diclorometà, cloroform, i tetraclorur de carboni. Aquests compostos se separen per destil·lació.

## Usos
El DCM és útil en molts processos químics. Pels problemes en la salut s'han cercat alternatives per aquestes aplicacions.
S'ha fet servir en pintures i com desgreixant. També en la descafeïnació del cafè i del te i per preparar extractes de saboritzants. Altres usos són per extreure la calor de petites diferències de temperatures, utilitzat per exemple en joguines com l'ocell que beu. També en certs plàstics.